# Vogtlands voetbalkampioenschap 1911/12
In 1911/12 werd het vijfde Vogtlands voetbalkampioenschap gespeeld, dat georganiseerd werd door de Midden-Duitse voetbalbond. 
FC Concordia Plauen werd kampioen en plaatste zich voor de Midden-Duitse eindronde, waar de club met 0-4 verloor van FC Carl Zeiss Jena. 

## 1. Klasse
| Plaats | Club                        | Wed. | W  | G | V  | Saldo | Ptn.  |
| ------ | --------------------------- | ---- | -- | - | -- | ----- | ----- |
| 1.     | FC Concordia Plauen         | 10   | 10 | 0 | 0  | 37:07 | 20:00 |
| 2.     | FC Apelles Plauen           | 10   | 7  | 0 | 3  | 34:09 | 14:06 |
| 3.     | 1. Vogtländischer FC Plauen | 10   | 7  | 0 | 3  | 25:09 | 14:06 |
| 4.     | FC Britannia 1904 Plauen    | 10   | 4  | 0 | 6  | 14:14 | 08:12 |
| 5.     | Plauener BC 05              | 10   | 2  | 0 | 8  | 09:34 | 04:16 |
| 6.     | FC Wacker Plauen-Reusa      | 10   | 0  | 0 | 10 | 04:51 | 00:20 |

FC Wacker Plauen-Reusa speelde de laatste vier wedstrijden niet en werd in april 1912 ontbonden. De resterende wedstrijden werden als overwinning voor de tegenstander geteld. 
|  | Kampioen, geplaatst voor Midden-Duitse eindronde |
|  | Trok zich tijdens het seizoen                    |